# 3050 Carrera
3050 Carrera је астероид главног астероидног појаса чија средња удаљеност од Сунца износи 2,224 астрономских јединица (АЈ).
Апсолутна магнитуда астероида је 14,1.